# Instytut Technologii Polimerów i Barwników Politechniki Łódzkiej
Instytut Technologii Polimerów i Barwników Politechniki Łódzkiej – jeden z instytutów Wydziału Chemicznego Politechniki Łódzkiej, powstały w 2004 roku w wyniku połączenia Instytutu Polimerów i Katedry Barwników.

## Historia Instytutu Polimerów
Instytut Polimerów powstał w 1970 roku w wyniku połączenia Katedry Technologii Kauczuku i Gumy, Katedry Technologii Organicznej, Katedry Technologii Garbarstwa i części Katedry Fizyki. Pierwszym dyrektorem Instytutu Polimerów został prof. dr Marian Kryszewski, który pełnił tę funkcję przez 2 lata. Kolejnymi dyrektorami Instytutu Polimerów byli: prof. dr hab. inż. Jerzy Ruciński (1972-1985), prof. dr inż. Kazimierz Studniarski (1985-1989), prof. dr hab. inż. Ludomir Ślusarski (1989-2001) oraz prof. dr hab. inż. Marian Zaborski (2001-2004).
Praca naukowa i dydaktyczna Instytutu początkowo prowadzona była w czterech zespołach dydaktycznych: Technologii Kauczuku i Gumy, Technologii Skóry, Technologii Tworzyw Sztucznych i Fizyki. W 1977 roku utworzono 5 zespołów naukowo-badawczych: Chemii i Technologii Elastomerów, Chemii Poliamidów, Chemii Silikonów, Chemii i Technologii Skóry i Fizyki Polimerów. Kolejne zmiany w strukturze Instytutu Polimerów miały miejsce jesienią 1980 roku, kiedy to rozwiązano Zespół Chemii Poliamidów. W 1981 roku utworzono Zespół Syntezy Polimerów z dawnych Zespołów Chemii Poliamidów i Chemii Silikonów. Kolejna zmiana organizacyjna Instytutu Polimerów miała miejsce w 1989 roku – powołano wówczas trzy zakłady: Zakład Technologii Kauczuku i Gumy, Zakład Technologii Tworzyw Sztucznych, Zakład Technologii Skóry oraz Zespół Fizyki Polimerów, który w 1993 roku przekształcono w Zakład Fizyki Polimerów. W 1994 roku Zakład Technologii Skóry został połączony z Zakładem Technologii Kauczuków i Gumy w Zakład Technologii Polimerów, a Zakład Technologii Tworzyw Sztucznych zmienił nazwę na Zakład Chemii Polimerów. Na mocy zarządzenia Rektora Politechniki Łódzkiej z 1999 roku Zakład Fizyki Polimerów wyodrębnił się z Instytutu Polimerów i przekształcił się w samodzielną jednostkę Wydziału Chemicznego – Katedrę Fizyki Molekularnej. W 2003 roku w Instytucie zrezygnowano z podziału na zakłady.
Główne kierunki prac badawczych Instytutu Polimerów w pierwszych latach jego istnienia koncentrowały się na następujących zagadnieniach:
- fizykochemia i modyfikacja chemiczna kauczuków, badanie struktury i właściwości usieciowanych elastomerów (Zespół Technologii Kauczuku i Gumy);
- modyfikacja chemiczna kolagenu skór zwierzęcych, chemia i technologia garbników syntetycznych (Zespół Technologii Skóry);
- chemia polimerów i monomerów krzemoorganicznych, modyfikacja chemiczna poliamidów (Zespół Technologii Tworzyw Sztucznych).

## Historia Technologii Barwników na Wydziale Chemicznym PŁ
Wraz z utworzeniem Politechniki Łódzkiej podjęto decyzję o powołaniu na Wydziale Chemicznym placówki kształcącej kadry dla rozwijającego się w kraju przemysłu barwników. Od pierwszego roku akademickiego 1945/46 problematyką tą zajmowała się częściowo Katedra Technologii Włókna i Farbiarstwa, której organizatorem i pierwszym kierownikiem był prof. Edmund Trepka.

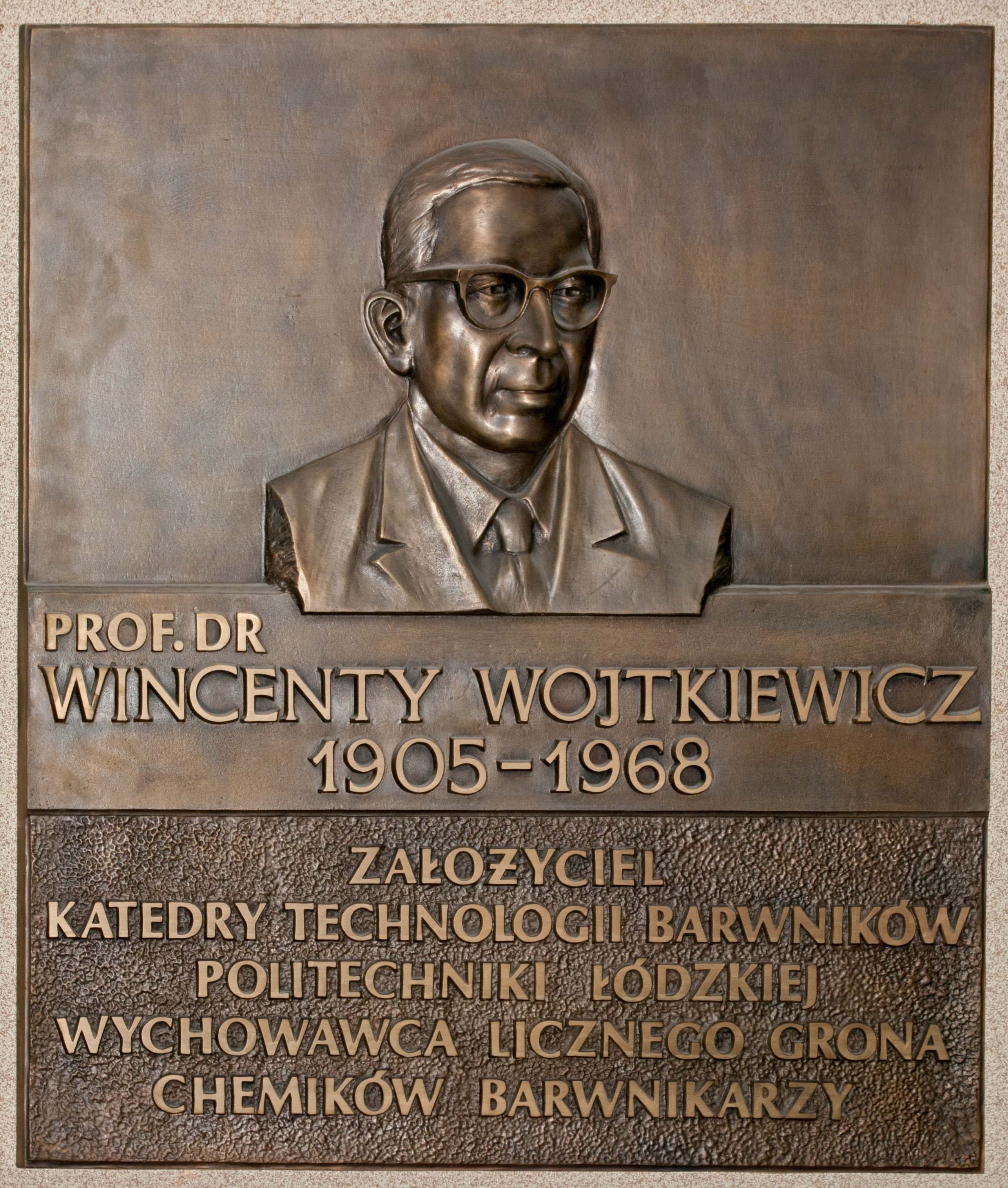
Tablica upamiętniająca prof. Wojtkiewicza w Gmachu Chemii PŁ

Pierwszą jednostką prowadzącą podstawową działalność naukową i dydaktyczną w zakresie chemii i technologii barwników była utworzona w 1949 roku Katedra i Zakład Technologii Chemicznej Barwników Organicznych, od 1956 roku funkcjonujące jako Katedra Barwników. Jej organizatorem i kierownikiem w latach 1949–1968 był prof. dr Wincenty Wojtkiewicz. W latach 1968–1970 kierował nią doc. dr Jan Kraska. Tematyka badawcza Katedry i Zakładu Technologii Włókna i Farbiarstwa dotyczyła zagadnień związanych z chemiczną obróbką materiałów włókienniczych – głównie bielenia optycznego, druku płaskiego tkanin oraz badania temperatury zapłonu materiałów włókienniczych.

## Kierunki badań
Aktywność naukowa Instytutu skupia się w dwóch grupach tematycznych:
Technologia Polimerów, obejmująca następujące zagadnienia:
- synteza i zastosowanie kopolimerów siloksanowo-uretanowych posiadających cechy elastomerów
- technologia elastomerów i gumy
- kataliza homogeniczna na nośnikach polimerowych
- nanonapełniacze i nanaokompozyty elastomerowe
- budowa niekonwencjonalnych sieci przestrzennych i ich wpływ na właściwości gumy
- technologia specjalnych wyrobów gumowych odpornych termicznie i chemicznie – trudnopalnych o określonych właściwościach tribologicznych
- degradacja i starzenie kompozytów elastomerowych
- mieszaniny elastomerów z białkami

Technologia Barwników, Środków Pomocniczych i Chemii Gospodarczej, obejmująca następujące zagadnienia:
- synteza trwałych pigmentów organicznych
- poszukiwania nowych barwników bezpośrednich i reaktywnych przeznaczonych do barwienia włókien celulozowych oraz barwników kwasowych do wełny i włókien poliamidowych
- badania w zakresie barwników funkcjonalnych (np. fluoryzujące, dichroiczne do ciekłokrystalicznych urządzeń optoelektronicznych)
- prace w dziedzinie fotochemii barwników i zastosowania metod obliczeniowych do przewidywania właściwości barwników
- prace z zakresu chemii gospodarczej dotyczące produktów stosowanych w kosmetyce oraz wybranych środków pomocniczych

## Władze Instytutu[1]
- Dyrektor – prof. dr hab. inż. Krzysztof Strzelec
- Z-ca Dyrektora ds. Rozwoju – prof. dr hab. inż. Dariusz Bieliński
- Z-ca Dyrektora ds. Kształcenia – dr hab. inż. Joanna Pietrasik, prof. PŁ
- Pełnomocnik Dyrektora ds. Dydaktyki – dr hab. Radosław Podsiadły, prof. PŁ